# Sergej Čepikov
Sergej Vladimirovič Čepikov (in russo Сергей Владимирович Чепиков?; traslitterazione anglosassone Sergey Vladimirovich Chepikov ; Khor, 30 gennaio 1967) è un ex biatleta e fondista russo.
Prima della dissoluzione dell'Unione Sovietica (1991), ha gareggiato per la nazionale sovietica; ai XVI Giochi olimpici invernali di Albertville 1992 ha fatto parte della squadra unificata.
È marito di Elena Mel'nikova, a sua volta biatleta di alto livello.

## Biografia

### I successi nel biathlon
Originario di Ekaterinburg, ha iniziato a praticare biathlon a livello agonistico nel 1980. In Coppa del Mondo ha esordito nel 1987 nell'individuale di Ruhpolding (22°), ha conquistato il primo podio nel 1989 nell'individuale di Hämeenlinna (3°) e la prima vittoria nello stesso anno nell'individuale di Östersund. Nelle stagioni 1989-1990 e 1990-1991 ha conquistato la Coppa del Mondo, unico atleta sovietico a vincerla.
A Calgary 1988 Čepikov ha vinto le sue prime due medaglie olimpiche; in seguito con quella di Albertville 1992 e le due di Lillehammer 1994, occasione in cui ha avuto l'onore di sfilare quale portabandiera della delegazione russa durante la cerimonia inaugurale, ha toccato le cinque le medaglie vinte, con due d'oro.

### Il passaggio al fondo
Visti i risultati insoddisfacenti al tiro, Čepikov è passato al fondo dal 1995 al 1998, partecipando anche a tre Mondiali (miglior piazzamento, 4° con la staffetta a Trondheim 1997) e ai XVIII Giochi olimpici invernali di Nagano 1998 (22° nella 10 km, 32° nella 30 km, 9° nell'inseguimento, 5° nella staffetta).
In Coppa del Mondo ha esordito il 26 novembre 1995 nella 10 km a tecnica classica di Vuokatti (21°) e ha ottenuto la sua unica vittoria, nonché primo podio, il 7 dicembre 1997 nella staffetta di Santa Caterina di Valfurva. In gare individuali vanta come miglior risultato un'ottava posizione nella 15 km a tecnica libera disputata il 16 dicembre 1995 a Santa Caterina di Valfurva, gara vinta da Bjørn Dæhlie.

### Il ritorno al biathlon
Dalla stagione 2001-2002 Čepikov, ormai trentaquattrenne, è ritornato al biathlon, ottenendo subito un piazzamento nei primi dieci nella tappa di Pokljuka; una settimana dopo ottiene due quarti posti, nell'individuale e nella sprint di Osrblie. Inoltre, ai XIX Giochi olimpici invernali di Salt Lake City 2002 nell'individuale ha l'8º posto - come ai suoi ultimi Giochi olimpici nel 1994 - e, con la squadra russa, è arrivato quarto nella staffetta.
Il 24 gennaio 2004, dieci anni dopo la sua ultima vittoria individuale alle Olimpiadi di Lillehammer, Čepikov è tornato sul gradino più alto del podio nella sprint di Anterselva di Coppa del Mondo. Ai Mondiali del 2005 a Hochfilzen/Chanty-Mansijsk ha vinto tre medaglie d'argento: nell'inseguimento, nella staffetta e nella staffetta mista. Ai XX Giochi olimpici invernali di Torino 2006 con la squadra russa ha vinto la medaglia d'argento nella staffetta dopo esser arrivato 4º nell'individuale, perdendo il podio per otto decimi di distacco da Halvard Hanevold, e quinto nella partenza in linea; in entrambe le gare la vittoria è andata a Michael Greis.
Čepikov ha partecipato alla sua ultima stagione di Coppa del Mondo nel 2006-2007, a trentanove anni.

### Altre attività
Dopo il ritiro si è dedicato alla politica locale e nel 2008 è stato eletto alla duma dell'oblast' di Sverdlovsk.

## Palmarès

### Biathlon

#### Olimpiadi
- 6 medaglie:
  - 2 ori (staffetta a Calgary 1988; sprint[3] a Lillehammer 1994)
  - 3 argenti (staffetta a Albertville 1992; staffetta[3] a Lillehammer 1994; staffetta[3] a Torino 2006)
  - 1 bronzo (sprint[3] a Calgary 1988)

#### Mondiali
- 15 medaglie:
  - 2 ori (gara a squadre a Feistritz 1989; staffetta mista a Pokljuka 2006)
  - 9 argenti (staffetta a Feistritz 1989; individuale[3] a Minsk/Oslo/Kontiolahti 1990; staffetta a Lahti 1991; staffetta[3], gara a squadre[3] a Borovec 1993; staffetta[3] a Chanty-Mansijsk 2003; inseguimento[3], staffetta[3], staffetta mista a Hochfilzen/Chanty-Mansijsk 2005)
  - 3 bronzi (sprint[3] a Minsk/Oslo/Kontiolahti 1990; gara a squadre a Lahti 1991; individuale[3] a Borovec 1993)

#### Coppa del Mondo
- Vincitore della Coppa del Mondo nel 1990 e nel 1991
- 25 podi (14 individuali, 11 a squadre[4]), oltre a quelli conquistati in sede olimpica e iridata e validi anche ai fini della Coppa del Mondo:
  - 6 vittorie (4 individuali, 2 a squadre)
  - 11 secondi posti (6 individuali, 5 a squadre)
  - 8 terzi posti (4 individuali, 4 a squadre)

##### Coppa del Mondo - vittorie
| Data             | Località                | Nazione        | Specialità                                                |
| ---------------- | ----------------------- | -------------- | --------------------------------------------------------- |
| 9 marzo 1989     | Östersund               | Svezia         | IN                                                        |
| 1990             | Ruhpolding              | Germania Ovest | IN                                                        |
| 1990             | Albertville Les Saisies | Francia        | SP                                                        |
| 22 dicembre 2002 | Osrblie                 | Slovacchia     | RL (con Viktor Majgurov, Pavel Rostovcev e Sergej Rožkov) |
| 11 gennaio 2003  | Oberhof                 | Germania       | RL (con Viktor Majgurov, Pavel Rostovcev e Sergej Rožkov) |
| 24 gennaio 2004  | Anterselva              | Italia         | SP                                                        |

Legenda:

IN = individuale

SP = sprint

RL = staffetta

### Sci di fondo

#### Coppa del Mondo
- Miglior piazzamento in classifica generale: 19º nel 1996
- 2 podi (a squadre[5]):
  - 1 vittoria
  - 1 terzo posto

##### Coppa del Mondo - vittorie
| Data            | Località                   | Nazione | Specialità                                                          |
| --------------- | -------------------------- | ------- | ------------------------------------------------------------------- |
| 7 dicembre 1997 | Santa Caterina di Valfurva | Italia  | 4x10 km (con Maksim Pičugin, Vladimir Legotin e Aleksej Prokurorov) |